# Division Flechas
Division Flechas (Flechas = flèches en français) est une division militaire qui a été créé à partir de la Brigade Flechas Negras, élargi en une unité de la taille d'une Division.

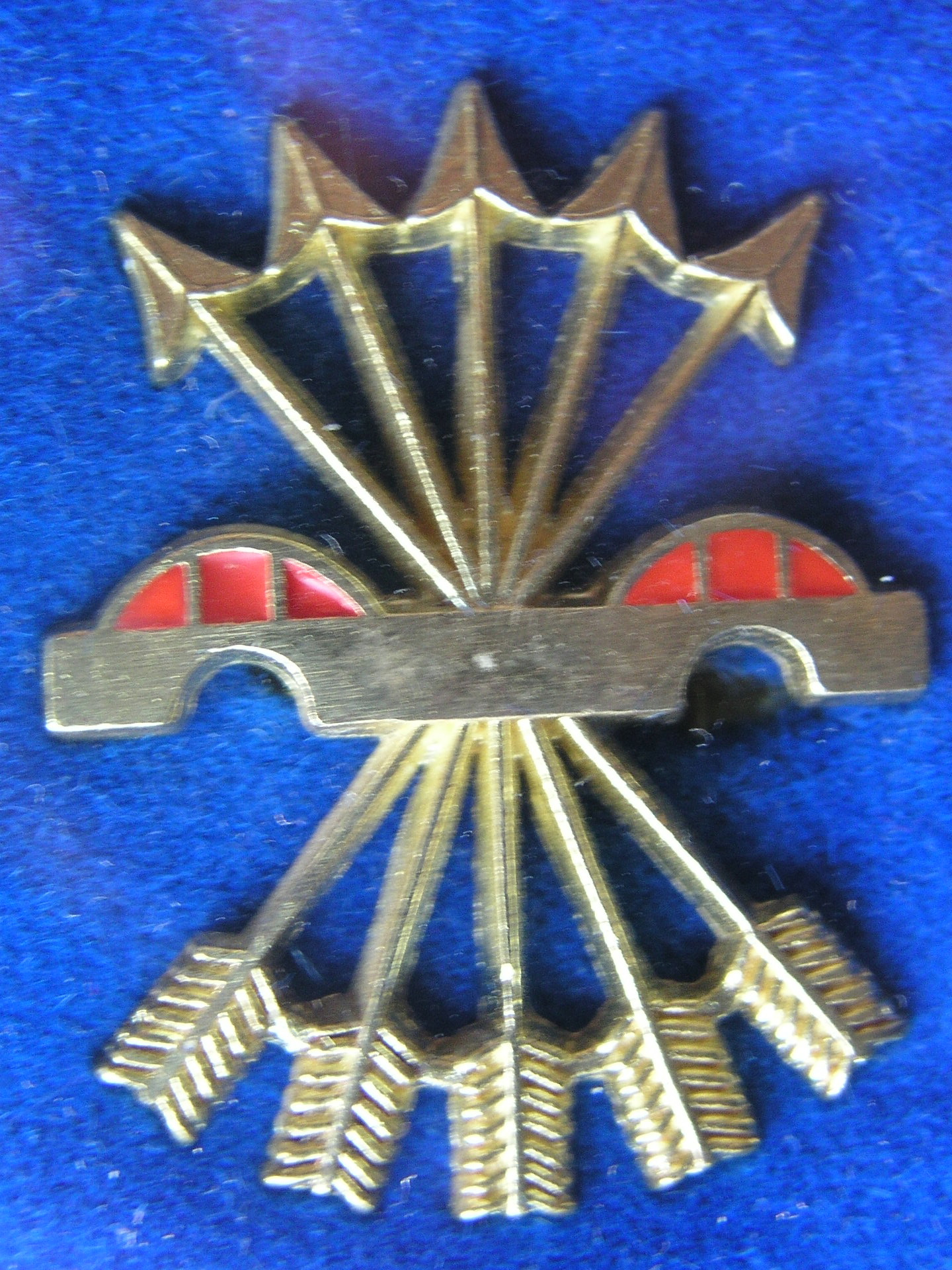
Emblème des phalanges espagnoles

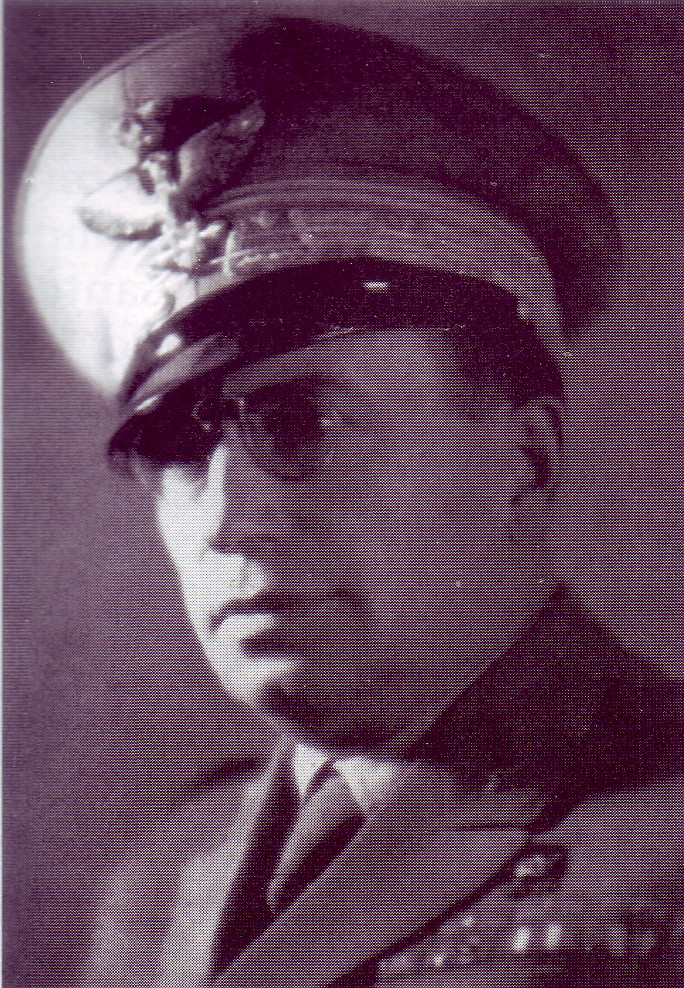
Mario Roatta

Cette division a servi en 1938 pendant la guerre civile espagnole lors de l'Offensive d'Aragon et la Marche vers la mer.
Le Corpo Truppe Volontarie italien a servi dans ces unités mixtes de Flechas Italo-espagnoles (flèches) où les Italiens ont fourni les officiers et le personnel technique et les Espagnols les hommes de troupe.
Pour sa dernière campagne, la division a été encore renforcée et renommée Division Flechas Negras.
Maxime : « Agredir para vencer »

## Organisation
Division Flechas - Mario Roatta
- Brigada Flechas Negras - Col. Sandro Piazzoni
  - 1er Regiment
    - 1er Batallion Monte Jata
    - 2e Batallion Bermeo
    - 3e Batallion Munguia
    - Batterie 65/17

  - 2e Régiment
    - 1er Batallion Peña Amarilla
    - 2e Batallion Santoña
    - 3e Batallion Algorta
    - Batterie 65/17
- Batallion d'Assault Laredo
- Groupe d'Artillerie
  - Groupe 75/27 Vizcaya
  - Groupe 75/27
  - Batterie 20 mm Vizcaya
  - Batterie 37 mm Somorrostro
- Compagnie génie
- Section Logistique
- Section Sanitaire
- Section Police Militaire
- Division transport
- Pelon Arditi

## Chronologie
Avril - août 1937
Les contingents italiens sont affectées à des Flechas (« Flèches ») mixtes italo-espagnoles.
Les premières furent la brigade mixte « Flechas Azules » (Flèches bleues) et la brigade mixte « Flechas Negras » (Flèches noires), envoyées respectivement en Estrémadure et en Biscaye.
Mars 1938
La brigade « Flechas Negras » fut agrandie et devint la division « Flechas ». Elle servit durant l'offensive d'Aragon, puis participa à la « marche à la mer » avec le reste du CTV. Celui-ci fut placé sous les ordres du général Mario Berti.
Novembre 1938
- La division « Flechas » est renforcée et appelée « Flechas Negras ».
- La brigade « Flechas Azules » est agrandie en deux autres divisions « Flechas ».

Ces trois divisions Flechas étaient donc :
- division « Flechas Negras » ;
- division « Flechas Azules » ;
- division « Flechas Verdes ».

Février 1939
À la suite de la victoire de Franco, les volontaires italiens quittent l'Espagne.